# Богдана (комуна, Васлуй)
Богдана (рум. Bogdana) — комуна у повіті Васлуй в Румунії. До складу комуни входять такі села (дані про населення за 2002 рік):
- Аршица (31 особа)
- Богдана (672 особи)
- Вердеш (250 осіб)
- Гевану (104 особи)
- Лаку-Бабей (362 особи)
- Плопень
- Сучевень (267 осіб)
- Сімілішоара (66 осіб)
- Финтина-Бленарулуй (113 осіб)

Комуна розташована на відстані 261 км на північний схід від Бухареста, 14 км на південний захід від Васлуя, 70 км на південь від Ясс, 126 км на північ від Галаца.

## Населення
За даними перепису населення 2002 року у комуні проживали 1865 осіб, усі — румуни. Усі жителі комуни рідною мовою назвали румунську.
Склад населення комуни за віросповіданням:
| Релігія       | Кількість осіб | Відсоток |
| ------------- | -------------- | -------- |
| православні   | 1858           | 99,6%    |
| бретрени      | 3              | 0,2%     |
| адвентисти    | 2              | 0,1%     |
| п'ятдесятники | 1              | 0,1%     |
| лютерани      | 1              | 0,1%     |

## Зовнішні посилання
- Дані про комуну Богдана на сайті Ghidul Primăriilor [Архівовано 21 жовтня 2012 у Wayback Machine.]